# Матфей (митрополит Київський)
Матфе́й († 22 серпня 1220) — Митрополит Київський та всієї Руси.
Матфей за походженням був грек. Благословення керувати Київською Митрополією отримав у Константинополі. 1209 року згадується Митрополитом Київським і всієї Руси.
Помер Митрополит 22 серпня 1220 року.